# Hertigen av Zhou

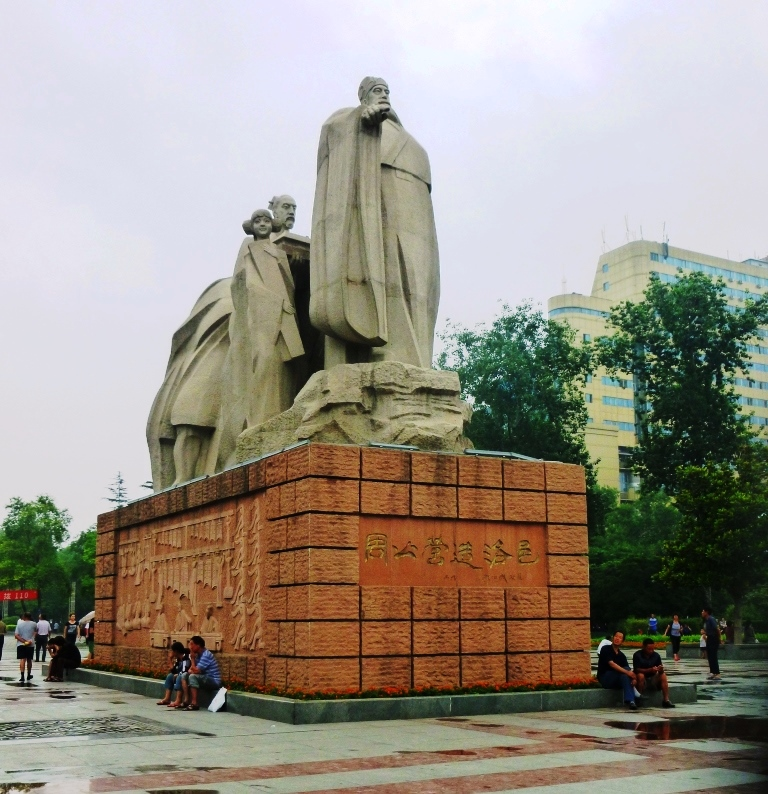
Staty av Hertigen av Zhou i Luoyang.

Hertigen av Zhou (周公, Zhōugōng eller 周公旦), personligt namn Ji Dan (姬旦), var yngre bror till kungen Zhou Wu som grundade den kinesiska Zhoudynastin (1046-256 f.Kr.). Hertigen av Zhou levde på 1000-talet f.Kr. och är, trots att han egentligen aldrig var varken kejsare eller kung, en av de främsta och viktigaste personerna i den kinesiska historien. 
Efter att kung Zhou Wu avlidit 1043 f.Kr. bara tre år efter grundandet av Zhoudynastin blev hans son Cheng kung. Eftersom kung Cheng var för ung för att styra landet steg hertigen av Zhou in som De facto-ledare och slog ner alla uppror och den forna Shangdynastins försök att återta makten. När kung Cheng 1035 f.Kr. blivit gammal nog att leda landet lämnade hertigen av Zhou över makten till honom och övergick till att vara rådgivare. I praktiken var det hertigen av Zhou som satte upp hela grunden för hur Zhoudynastin skulle styras.
Hertigen av Zhou var egentligen hertig av Lu (dagens Shandong), men det blev hans son, Bo Qin, som fick styra Lu, eftersom hertigen av Zhou arbetade i huvudstaden (nära dagens Xi'an).
Hertigen av Zhou var en av huvudförfattarna till Förvandlingarnas bok (易经), som är det äldsta verket i klassisk kinesisk litteratur, och han påstås även skrivit Yayue (雅乐) vilket var basen för den klassiska musiken som spelades vid hovet och kom att användas ända fram till Qingdynastin (1644-1911). Hertigen av Zhou är även starkt associerad till drömtydning och har kallats "Drömmarnas Gud". Boken Hertigen av Zhous drömtydning (周公解梦) är en kinesisk klassiker i form av ett lexikon för drömtydning. Ett kinesiskt sätt att säga "god natt" är att säga "Jag ska möta Hertigen av Zhou" (我去见周公). Hertigen av Zhou var även Konfucius inspirationskälla.
Hertigen av Zhou grundade Västra Zhoudynastins sekundära huvudstad Chengzhou nära dagens Luoyang i Henanprovinsen, vilken senare blev Östra Zhoudynastins huvudstad 770 f.Kr. Hertigen av Zhou formulerade konceptet Himlens mandat (天命) vilket betyder att man har rätt att styra landet så länge himlen samtycker och ger sitt stöd.
Hertigen av Zhou hade förberett sin grav utanför Luoyang, men för att visa sin tacksamhet och respekt begravde kung Cheng honom jämte sin far kung Wen i västra Shaanxiprovinsen utanför huvudstaden. År 2004 hittades ett stort gravkomplex nära Hertig av Zhous tempel drygt 10 mil väster om Xi'an, vilket tros kunna vara hertigen av Zhous familjegrav.
|          |          |          |          |          |          |  |  | Kung Wen (r. 1099–1050 f.Kr.)   |                                 |                                 |                                 |                                 |                                 |  |  |                                       |                                       |                                       |                                       |                                       |                                       |  |  |  |  |  |  |  |  |  |  |  |  |  |  |  |  |  |  |
|          |          |          |          |          |          |  |  |                                 |                                 |                                 |                                 |                                 |                                 |  |  |                                       |                                       |                                       |                                       |                                       |                                       |  |  |  |  |  |  |  |  |  |  |  |  |  |  |  |  |  |  |
|          |          |          |          |          |          |  |  |                                 |                                 |                                 |                                 |                                 |                                 |  |  |                                       |                                       |                                       |                                       |                                       |                                       |  |  |  |  |  |  |  |  |  |  |  |  |  |  |  |  |  |  |
| Bo Yikao | Bo Yikao | Bo Yikao | Bo Yikao | Bo Yikao | Bo Yikao |  |  | Kung Wu (r. 1050–1043 f.Kr.)    | Kung Wu (r. 1050–1043 f.Kr.)    | Kung Wu (r. 1050–1043 f.Kr.)    | Kung Wu (r. 1050–1043 f.Kr.)    | Kung Wu (r. 1050–1043 f.Kr.)    | Kung Wu (r. 1050–1043 f.Kr.)    |  |  | Hertigen av Zhou (r. 1042–1035 f.Kr.) | Hertigen av Zhou (r. 1042–1035 f.Kr.) | Hertigen av Zhou (r. 1042–1035 f.Kr.) | Hertigen av Zhou (r. 1042–1035 f.Kr.) | Hertigen av Zhou (r. 1042–1035 f.Kr.) | Hertigen av Zhou (r. 1042–1035 f.Kr.) |  |  |  |  |  |  |  |  |  |  |  |  |  |  |  |  |  |  |
| Bo Yikao | Bo Yikao | Bo Yikao | Bo Yikao | Bo Yikao | Bo Yikao |  |  | Kung Wu (r. 1050–1043 f.Kr.)    | Kung Wu (r. 1050–1043 f.Kr.)    | Kung Wu (r. 1050–1043 f.Kr.)    | Kung Wu (r. 1050–1043 f.Kr.)    | Kung Wu (r. 1050–1043 f.Kr.)    | Kung Wu (r. 1050–1043 f.Kr.)    |  |  | Hertigen av Zhou (r. 1042–1035 f.Kr.) | Hertigen av Zhou (r. 1042–1035 f.Kr.) | Hertigen av Zhou (r. 1042–1035 f.Kr.) | Hertigen av Zhou (r. 1042–1035 f.Kr.) | Hertigen av Zhou (r. 1042–1035 f.Kr.) | Hertigen av Zhou (r. 1042–1035 f.Kr.) |  |  |  |  |  |  |  |  |  |  |  |  |  |  |  |  |  |  |
|          |          |          |          |          |          |  |  | Kung Cheng (r. 1035–1021 f.Kr.) | Kung Cheng (r. 1035–1021 f.Kr.) | Kung Cheng (r. 1035–1021 f.Kr.) | Kung Cheng (r. 1035–1021 f.Kr.) | Kung Cheng (r. 1035–1021 f.Kr.) | Kung Cheng (r. 1035–1021 f.Kr.) |  |  | Bo Qin                                | Bo Qin                                | Bo Qin                                | Bo Qin                                | Bo Qin                                | Bo Qin                                |  |  |  |  |  |  |  |  |  |  |  |  |  |  |  |  |  |  |